# Казатово (Омська область)
Казатово (рос. Казатово) — присілок у Большереченському районі Омської області Російської Федерації.
Належить до муніципального утворення Почекуєвське сільське поселення. Населення становить 6 осіб.

## Історія
Згідно із законом від 30 липня 2004 року органом місцевого самоврядування є Почекуєвське сільське поселення.

## Населення
| 1926 | 2002 | 2010 |
| ---- | ---- | ---- |
| 255  | ↘25  | ↘6   |